# Stephen Kramer Glickman
Stephen Kramer Glickman (London, Ontario, 17 de marzo de 1979) es un actor, comediante, cantante, músico y podcaster canadiense.

## Biografía
Glickman nació en London, Ontario, en una familia judía.

## Carrera
Es más conocido por su papel como Gustavo Rocque en la serie de Nickelodeon Big Time Rush, como el productor de "Rocque Records". Glickman también ha protagonizado la película The 41-Year-Old Virgin Who Knocked Up Sarah Marshall and Felt Superbad About It, en el personaje de Seth.

## Filmografía
| Año       | Título                                                                                 | Personaje             | Notas                                                            |
| --------- | -------------------------------------------------------------------------------------- | --------------------- | ---------------------------------------------------------------- |
| 2003      | Last Comedy Standing                                                                   | Él mismo              | Participante                                                     |
| 2007-2008 | Carpoolers                                                                             | Personaje recurrente  | Serie de televisión; 2 episodios                                 |
| 2008      | Jeffrey Ross: Sin ánimo de ofender - En vivo desde Nueva Jersey                        | Personaje secundario  |                                                                  |
| 2009-2013 | Big Time Rush                                                                          | Gustavo Rocque        | Elenco principal, serie de televisión Nickelodeon (72 episodios) |
| 2010      | The 41-Year-Old Virgin Who Knocked Up Sarah Marshall and Felt Superbad About It        | Seth                  | Personaje principal                                              |
| 2011      | BrainSurge                                                                             | Él mismo              | Concursante                                                      |
| 2011      | Trailer Trash                                                                          | Billy Bob             | Serie de televisión; personaje principal                         |
| 2012      | Big Time Movie                                                                         | Gustavo Rocque        | Elenco principal, película de televisión Nickelodeon             |
| 2013      | 30 Nights of Paranormal Activity with the Devil Inside the Girl with the Dragon Tattoo | Detective             | Papel secundario                                                 |
| 2013      | Police Guys                                                                            | Stephen               | Película para televisión; papel principal                        |
| 2014      | Workaholics                                                                            | Trevor                | Serie de televisión; 1 episodio                                  |
| 2014      | Kira                                                                                   | Doctor                | Elenco Principal, corto                                          |
| 2015      | The Mysteries of Science                                                               | Saul Jong Un          | Serie de televisión; 1 episodio                                  |
| 2015      | The Hall Monitors                                                                      | Principal Schwartzman | Elenco principal, corto                                          |
| 2016      | Storks                                                                                 | Pigeon Toady          | Elenco principal, película                                       |
| 2016      | Pigeon Toady's Guide to Your New Baby                                                  | Pigeon Toady          | Elenco principal, corto                                          |
| 2017      | Car Botz                                                                               | The Narrator          | Elenco principal, corto                                          |
| 2017      | Best of Luck                                                                           | Pug Dad               | Elenco principal, corto                                          |
| 2017      | The Lake                                                                               | Sheriff Grimes        | Elenco principal, película                                       |
| 2017      | Puptice League                                                                         | Aquadog               | Elenco principal, corto (papel de voz)                           |
| 2017      | Stuck in the Middle                                                                    | Benny Burtz           | Invitado (1 episodio), serie de televisión Disney Channel        |
| 2018      | Colmillo Blanco                                                                        | Ned                   | Elenco principal, película (papel de voz)                        |
| 2018      | Oishi: Demon Hunter                                                                    | Julius                | Invitado (3 episodios), serie de televisión                      |
| 2021      | Monster Hunter: Legends of the Guild                                                   | Not                   | Elenco principal, película de televisión Netflix (papel de voz)  |
| 2021      | Tales of a 5th Grade Robin Hood                                                        | Wolfe                 | Elenco principal, película de televisión                         |
| 2022      | The Really Loud House                                                                  | Milkshake Marty       | Invitado (1 episodio), serie de televisión Nickelodeon           |